# Mobilità sociale

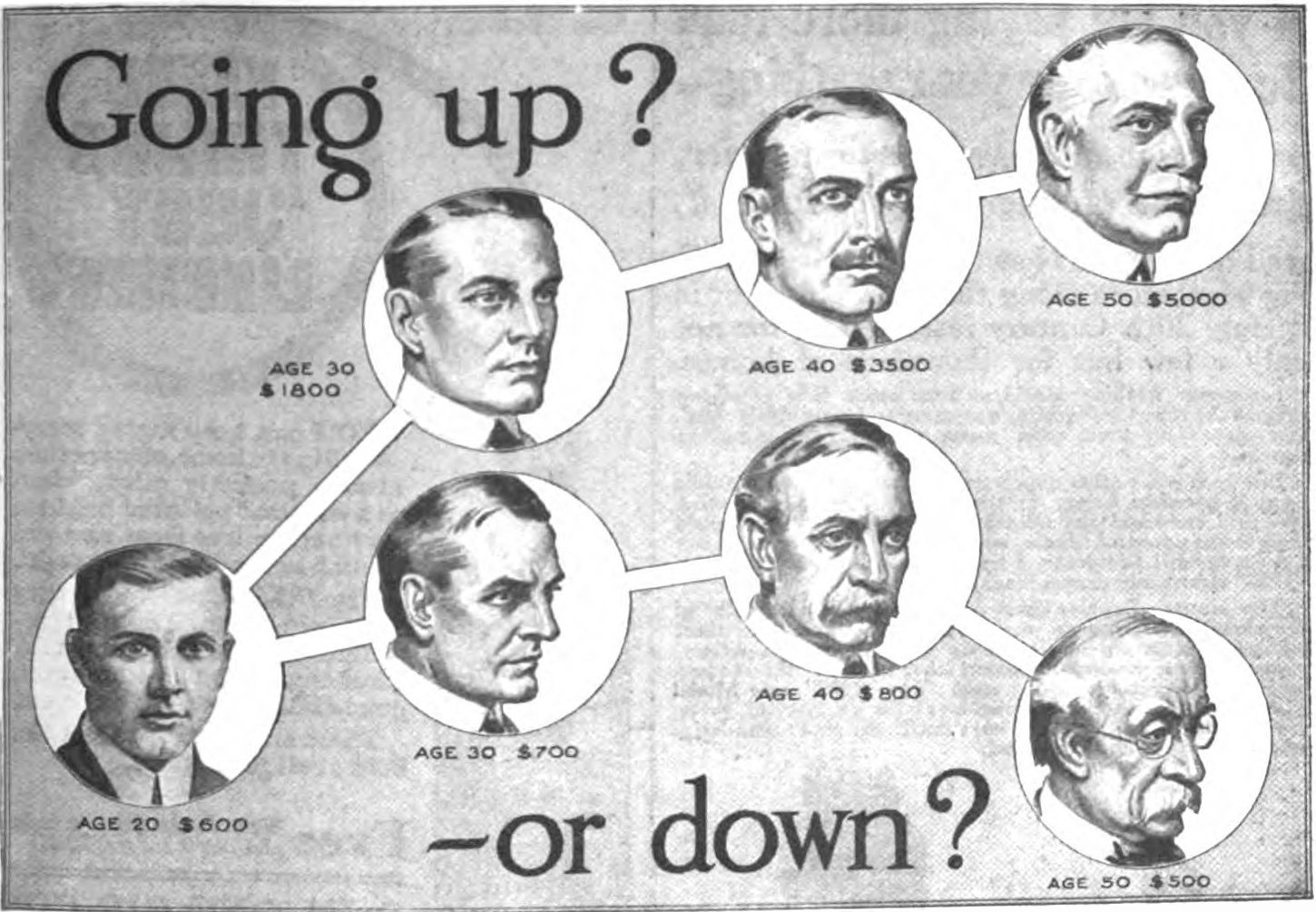
Illustrazione tratta da una pubblicità del 1916 per una scuola professionale, pubblicata sul retro di una rivista statunitense. L'istruzione è sempre stata considerata fondamentale per la mobilità sociale e la pubblicità faceva leva sulla convinzione degli americani nella possibilità di un miglioramento personale, oltre a mettere in guardia dalle conseguenze della mobilità discendente causata dalla grande disuguaglianza di reddito esistente durante la Rivoluzione Industriale

La mobilità sociale è il passaggio di un individuo o di un gruppo da uno status sociale ad un altro, e perciò il livello di flessibilità nella stratificazione di una società.
Tale processo è determinato dal grado di difficoltà (o di facilità) con cui è possibile passare da una posizione ad un'altra all'interno della stratificazione sociale, ossia la pluralità dei gruppi sociali presenti all'interno della società con ruoli differenti e diverso accesso alle risorse.

## Descrizione
La mobilità sociale, pressoché assente nella società curtense, ha cominciato a prendere piede a partire dalla seconda rivoluzione industriale con lo spostamento di grandi masse di persone dalle campagne verso i centri urbani (urbanizzazione), quindi con la nascita dell'industrializzazione. È comunque solo con la più recente comparsa della classe media impiegatizia che la mobilità sociale è diventata un fenomeno forte, per cui molti figli di operai e contadini sono entrati a far parte della classe media, anche se le classi superiori, come l'alta borghesia, sono rimaste perlopiù composte da figli di borghesi. La mobilità sociale, quindi, tende a presentarsi tra le classi basse e medio-alte, e ad essere molto limitata per quello che riguarda le classi più elevate.
Esistono vari idealtipi utili a classificare la mobilità:
- Intergenerazionale (misurata confrontando lo status sociale dell'individuo con quello dei suoi genitori) / intragenerazionale (distanza coperta da un individuo nella propria vita).
- Assoluta (grado di mobilità sociale in una società stratificata nel suo complesso) / relativa (grado di mobilità sociale nelle diverse classi di una società stratificata).
- Individuale (movimento di una persona) / collettiva (movimento di un gruppo sociale o classe sociale a paragone di altri gruppi e classi).
- Orizzontale (l'individuo cambia posizione, ma la classe sociale rimane la stessa) / verticale (l'individuo si sposta verticalmente all'interno del sistema stratificato: se va in alto si parla di mobilità ascendente, mentre se va in basso di mobilità discendente)
- Di breve raggio (quando si passa ad una classe sociale vicina a quella d'origine) / di lungo raggio (quando si passa ad una classe sociale lontana da quella d'origine).[1]
- Occupazionale (riferita solamente al lavoro) / sociale (riferita sia al lavoro che ad altre componenti).

Le società a mobilità sociale più elevata (sia intra che inter generazionale) sono perlopiù quelle industrializzate, grazie alla presenza della classe lavorativa medio-alta, all'importanza dell'istruzione come strumento di elevazione sociale del soggetto, alla maggior specializzazione che nel lavoro è richiesta e che proprio con l'istruzione può essere raggiunta, e alla diffusione delle idee e dei valori di uguaglianza e pari opportunità. Le società a mobilità sociale più bassa sono nella maggior parte dei casi quelle a economia agricola, dove non è necessaria una specializzazione e quindi l'istruzione non ha un ruolo fondamentale, e non è presente la classe media. In queste società è più forte il ruolo attribuito dalla nascita e lo status "ereditato" dalla famiglia d'origine.

### Classificazione delle società

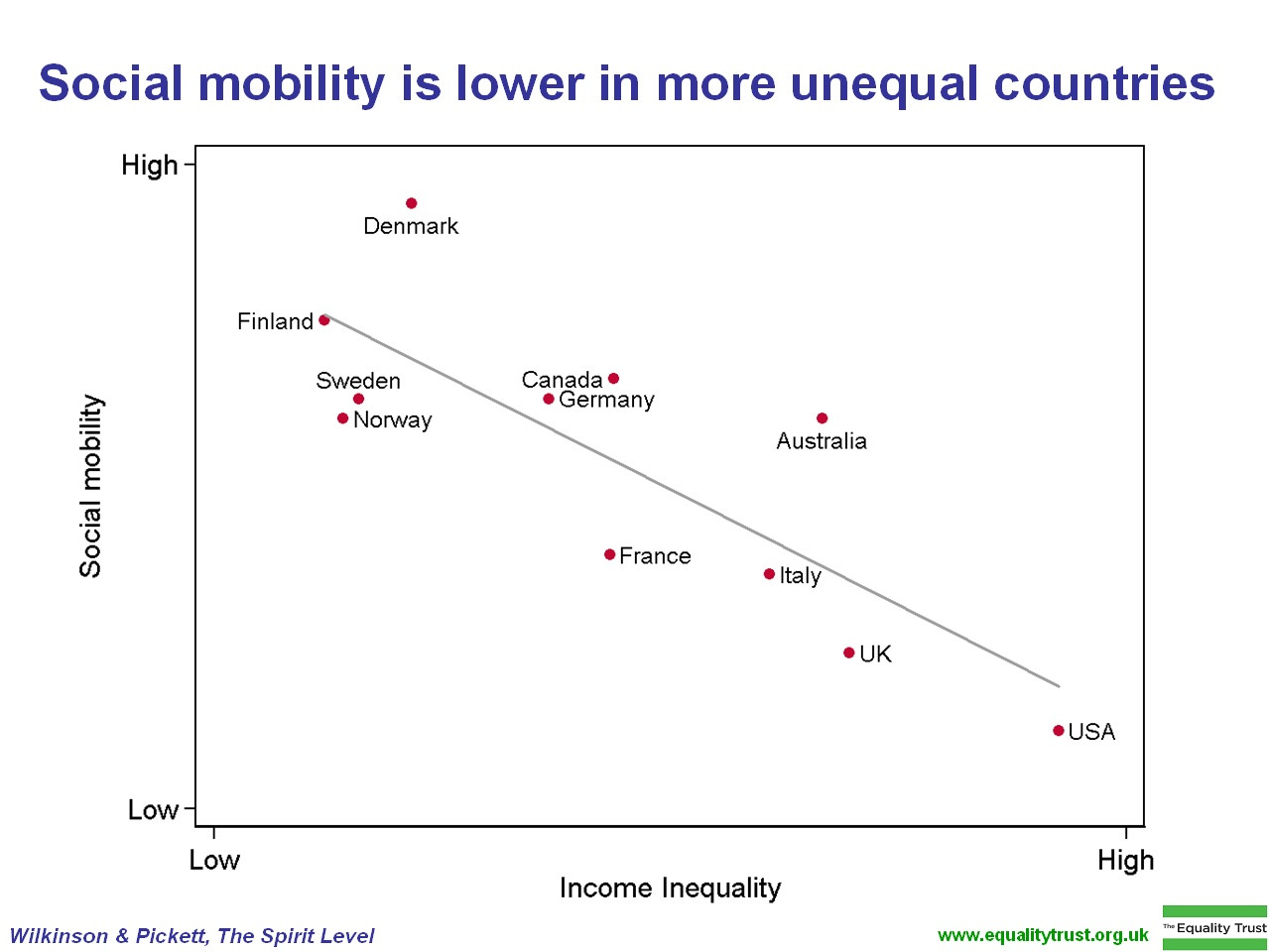
La mobilità sociale è inferiore nei paesi più disuguali.

È possibile classificare le società in base al grado di mobilità che esse permettono. Troviamo in questa classificazione alcuni "tipi puri estremi" intesi come estremi di un continuum; se da un lato troviamo la società USA (che ha fatto della mobilità sociale un imperativo sociale), all'altro capo troviamo la società indiana (che vive nella divisione in caste un'artificiosa immobilità dovuta alla chiusura sociale). Si potrebbe collocare l'Italia nel mezzo di questo continuum, semmai spostata leggermente verso il punto di massima mobilità sociale. Da notare che si tratta di una categorizzazione puramente convenzionale: sia la società USA che la società indiana presentano rispettivamente vincoli alla mobilità e canali di mobilità.
Nelle società totalmente immobili troviamo degli individui "infiltrati" sugli scalini alti della gerarchia e questo è dovuto principalmente ad eventi eccezionali (es: in Iraq la seconda guerra del Golfo ha deposto il regime preesistente e ne ha instaurato un altro prima escluso dal potere). Altro motivo di mobilità sono generalmente grandi doti individuali (es: invenzione geniale sfruttata a fini di arricchimento) oppure unioni matrimoniali particolarmente convenienti (es: sposare il principe d'Inghilterra fa compiere un notevole passo in avanti nella scala sociale).
Alla stessa maniera, società totalmente mobili presentano un minimo di cristallizzazione o chiusura sociale, che consiste in confini che impediscono ad alcuni di accedere ad alcune posizioni.

### Canali di mobilità sociale
Esistono vari modi di salire o scendere nella gerarchia. I canali di mobilità variano da società a società e da epoca a epoca. Alcuni esempi: nelle società militari e nei regimi dittatoriali abbiamo l'esercito (es: fondamentale canale di mobilità nell'URSS). Nelle società industriali i canali possono essere l'inserimento nel sistema produttivo, il titolo di studio, l'appartenenza a determinate istituzioni (es: Ministero dell'Interno), il possesso di organizzazioni economiche (es: Bill Gates) e/o legami con istituzioni religiose.

## Nel pensiero sociologico
Secondo Karl Marx, l'unica mobilità possibile è quella consistente nel passaggio da un modo di produzione al successivo: un enorme cambiamento macrosociale (es: il passaggio dal sistema feudale al sistema industriale); è questa una lettura legata alla dicotomia struttura/sovrastruttura. 
Secondo Max Weber, la mobilità è l'interagire di classi, ceti e partiti, in un ambito multidimensionale.
Secondo Vilfredo Pareto, la mobilità consiste nell'avvicendamento delle élite dirigenti (politiche e non politiche) perché la società necessita di una élite adatta a governare bene; ne deriva il problema dell'adeguatezza della élite. Gli ultimi capitoli degli Elementi di scienza politica di Gaetano Mosca costituirebbero «la prima formulazione dell’élitismo democratico [...] nella prospettiva, comune al Pareto, che la circolazione delle élites possa evitare catastrofi o cataclismi sociali».
L'anomia delle elites capitalistiche sta mettendo a repentaglio questo conseguimento, che pure rispondeva alle premesse del liberismo economico.